# Pablo Hernando
Pablo Hernando (Vitoria, 23 de junio de 1986) es un cineasta español. En 2016 el Festival Internacional de Cine de Gijón le dedicó una retrospectiva.

## Biografía
Nacido en Vitoria el 23 de junio de 1986, tras estudiar en la Universidad del País Vasco Pablo se traslada a Madrid y debuta como director con cortometrajes como Agustín del futuro, Magia o Efecto Kuleshov - Segundo experimento. En 2011, gracias a su experiencia como ayudante de dirección en la película Diamond Flash de Carlos Vermut decide escribir y rodar su primer largometraje y en 2012 estrena Cabás, realizado con un presupuesto de 2000 euros.
En 2015 presenta Berserker, su segunda película, en el Festival de Cine Europeo de Sevilla, donde obtiene el Premio Especial Nuevas Olas. Ese mismo año rueda la película coral Esa Sensación, codirigida por Juan Cavestany, Julián Génisson y el propio Pablo, que se estrena en 2016 en el Festival Internacional de Cine de Róterdam. En los siguientes años dirige el videoclip My private dance alone del músico Aaron Rux y los cortometrajes Salió con prisa hacia la montaña (2018), y el El ruido Solar (2020), premio Biznaga de Plata a la Mejor Dirección en el Festival de Málaga.
En 2022 comienza la producción de su tercer largometraje en solitario, Una ballena, protagonizada por Ingrid García Jonsson, Eneko Sagardoy y Ramón Barea, producida por Sayaka y con ayudas del ICAA, EITB y el Gobierno Vasco.
Además de su trabajo como cineasta, Pablo ha diseñado el juego de mesa Hoy se sale junto a su amigo Xabi Tolosa. El juego se financió en 2020 gracias a una exitosa campaña de crowdfunding y está ilustrado por Paco Alcázar.

## Filmografía
- Cabás (2012)
- La tumba de Bruce Lee (2013)
- Berserker (2015)
- Esa sensación (2016)
- Inmotep (2022)
- Una ballena (2024)